# Аманда Байнс
Ама́нда Ла́ура Байнс (англ. Amanda Laura Bynes; *3 квітня 1986) — американська акторка, співачка та модельєрка.
2006 року журнал «Teen People» включив її до списку «25 найпривабливіших зірок віком до 25» (англ. 25 Hottest Stars Under 25), а 2007 року журнал «Forbes» вніс її до списку п'яти високооплачуваних зірок віком до 21 року, з прибутком у 2,5 мільйони доларів..
Востаннє Байнс з'являлася перед камерами в 2009 році «Легковажна Я».
Після цього в неї через вживання наркотиків змінилась зовнішність. В 2012 році її звинуватили в кількох ДТП (в результаті алкогольного сп'яніння). В травні за ті ж події її засудили на 3 роки умовно. Надалі вона лікувалася від наркозалежності.
В 2012 році Аманда Байнс остаточно відмовилась від акторської кар'єри, а після двох років після публічного зриву практично припинила з'являтися на публіці.

Пізніше заявила, що готова повернутися - в інтерв'ю Діані Медісон на шоу "Good Morning America" Аманда Байнс розповіла:
«Так, я сумую за своєю роботою, і у мене є для вас сюрприз: я збираюся знову почати грати. Я хочу зніматися на ТВ. Можливо, кілька камео в якихось серіалах, які мені подобаються, можливо, мій власний серіал».

## Фільмографія
| Рік         | Фільм                                        | Оригінальна назва                           | Роль                       |
| ----------- | -------------------------------------------- | ------------------------------------------- | -------------------------- |
| Кінофільми  |                                              |                                             |                            |
| 2002        | Великий товстий брехун                       | Big Fat Liar                                | Кайлі                      |
| 2003        | Павутиння Шарлотти 2: Велика пригода Вілбура | Charlotte's Web 2: Wilbur's Great Adventure | Неллі (озвучування)        |
| 2003        | Що хоче дівчина                              | What a Girl Wants                           | Дафні Рейнольдс            |
| 2005        | Роботи                                       | Robots                                      | Пайпер (озвучування)       |
| 2005        | Любов на острові                             | Love Wrecked                                | Дженні Тейлор              |
| 2006        | Вона — чоловік                               | She's the Man                               | Віола Гастінгс / Себастьян |
| 2007        | Лак для волосся                              | Hairspray                                   | Пенні Пінглтон             |
| 2007        | Сідні Вайт                                   | Sydney White                                | Сідні Вайт                 |
| 2008        | Живий доказ                                  | Living Proof                                | Джеймі                     |
| 2010        | Легковажна Я                                 | Easy A                                      | Меріен Браянт              |
| Телесеріали |                                              |                                             |                            |
| 1996 — 2000 | Різні різнощі                                | All That                                    | Різні ролі                 |
| 1997 — 1999 | Покажи це                                    | Figure It Out                               | Диспутантка                |
| 1998        | Розумне цуценя Блу                           | Blue's Clues                                | камео                      |
| 1999        | Арлісс                                       | Arli$$                                      | Кристал Дюпрі              |
| 1999 — 2002 | Шоу Аманди                                   | The Amanda Show                             | Господиня шоу              |
| 2001        | Шоу Дрю Кері                                 | The Drew Carey Show                         | Акторка скетчів            |
| 2001        | Кімната жахів                                | The Nightmare Room                          | Даніель Ворнер             |
| 2001 — 2002 | Невгамовні                                   | Rugrats                                     | Теффі (озвучування)        |
| 2002 — 2006 | За це тебе люблю                             | What I Like About You                       | Голлі Тайлер               |
| 2008        | Гріфіни                                      | Family Guy                                  | Анна                       |
| 2009        | Консервований                                | Canned                                      | Сара-Бет                   |

## Дискографія
Саундтреки
- 2007 - «Лак для волосся»

Сингли та пісні
- 2007: «Without Love» («Лак для волосся»)
- 2007: «You Can't Stop the Beat» («Лак для волосся»)

## Нагороди
| Нагороди | Нагороди  | Нагороди                                 | Нагороди                                                                              | Нагороди               |
| Рік      | Результат | Нагорода                                 | Номінація                                                                             | Номінована робота      |
| -------- | --------- | ---------------------------------------- | ------------------------------------------------------------------------------------- | ---------------------- |
| 2000     | Перемога  | Nickelodeon Kids' Choice Awards          | Найпопулярніша телеакторка                                                            | Різні різнощі          |
| 2000     | Перемога  | Nickelodeon Kids' Choice Awards          | Найпопулярніша телеакторка                                                            | Шоу Аманди             |
| 2000     | Номінація | Young Artist Award                       | Найкращий виступ у комедійному ТБ-серіалі: Провідна молода акторка                    | Шоу Аманди             |
| 2000     | Номінація | Young Star Award                         | Найкраща молода акторка/Виступ у комедійному ТБ-серіалі                               | Шоу Аманди             |
| 2001     | Перемога  | Nickelodeon Kids' Choice Awards          | Найпопулярніша телеакторка                                                            | Шоу Аманди             |
| 2001     | Номінація | Young Artist Awards                      | Найкращий виступ у комедійному ТБ-серіалі: Провідна молода акторка                    | Шоу Аманди             |
| 2002     | Перемога  | Nickelodeon Kids' Choice Awards          | Найпопулярніша телеакторка                                                            | Шоу Аманди             |
| 2002     | Номінація | Teen Choice Awards                       | Фільм: Взаємодія акторів                                                              | Великий товстий брехун |
| 2003     | Номінація | Teen Choice Awards                       | ТБ: Комедійна акторка                                                                 | За це тебе люблю       |
| 2003     | Номінація | Young Artist Awards                      | Найкращий виступ у фільмі: Провідна молода акторка                                    | Великий товстий брехун |
| 2003     | Перемога  | Nickelodeon Kids' Choice Awards          | Найпопулярніша акторка                                                                | Великий товстий брехун |
| 2003     | Перемога  | Nickelodeon Kids' Choice Awards          | Найпопулярніша телеакторка                                                            | Шоу Аманди             |
| 2004     | Номінація | Young Artist Awards                      | Найкращий виступ у ТБ-серіалі (комедійному або драматичному): Провідна молода акторка | За це тебе люблю       |
| 2004     | Номінація | Teen Choice Awards                       | ТБ: Комедійна акторка                                                                 | За це тебе люблю       |
| 2004     | Перемога  | Nickelodeon Kids' Choice Awards          | Найпопулярніша акторка                                                                | Що хоче дівчина        |
| 2005     | Номінація | Nickelodeon Kids' Choice Awards          | Найпопулярніша телезірка                                                              | За це тебе люблю       |
| 2005     | Номінація | Teen Choice Awards                       | ТБ: Комедійна акторка                                                                 | За це тебе люблю       |
| 2006     | Номінація | Nickelodeon Kids' Choice Awards          | Найпопулярніша кінозірка                                                              | Вона — хлопець         |
| 2006     | Номінація | Teen Choice Awards                       | Найкраща близькість губ                                                               | Вона — хлопець         |
| 2007     | Перемога  | Hollywood Film Festival                  | Ансамбль року                                                                         | Лак для волосся        |
| 2008     | Перемога  | Кінопремія «Вибір критиків»              | Найкращий виконавчий ансамбль                                                         | Лак для волосся        |
| 2008     | Перемога  | Palm Springs International Film Festival | Премія за підбір акторів                                                              | Лак для волосся        |
| 2008     | Номінація | Премія Гільдії кіноакторів США           | Найвизначніший виступ акторського колективу у ігровому фільмі                         | Лак для волосся        |
| 2011     | Номінація | MTV Movie Awards                         | Найкраща сюжетна лінія                                                                | Легковажна Я           |